# Felsőnána
Felsőnána je vas na Madžarskem, ki upravno spada pod podregijo Szekszárdi Županije Tolna.